# مونتگومری بلیر
مونتگومری بلیر (Montgomery Blair) (زادهٔ ۱۰ مه، ۱۸۱۳ – درگذشتهٔ ۲۷ ژوئیه، ۱۸۸۳)، سیاستمدار آمریکایی و حقوقدان از مریلند بود. او در اداره لینکلن به‌عنوان مدیرکل پُست از سال ۱۸۶۱ تا ۱۸۶۴ در جریان جنگ داخلی خدمت کرد. او پسر فرانسیس پریستون بلیر و برادر بزرگ فرانسیس پرستون بلیر جونیور و پسر عمو بی. گرتز براون بود.

## اوایل زندگی و تحصیلات
بلیر در شهرستان فرانکلین، کنتاکی، مکانی در پایتخت ایالتی فرانکفورت متولد گردید. پدرش آقای فرانسیس پریستون بلیر سردبیر واشینگتن گلوب و شخصیت مشهور حزب دموکرات در عصر جکسونی بود. او به‌عنوان یک پسر، مونتگومری «اغلب به حرف‌های پدرش و اندرو جکسون گوش می‌داد».
بلیر در سال ۱۸۳۵ میلادی از آکادمی نظامی ایالات متحده فارغ گردید، اما بعد از یکسال خدمت در جنگ سمینول، او ارتش را ترک کرد و به تحصیل پرداخت، در سال ۱۸۳۹ به وکالت آغاز نمود.
درسال ۱۸۳۶ بلیر بعد از یکسال خدمت، ارتش را ترک کرد (که در این مدت او در جنگ سیمنول شرکت کرد) با کارولین ربکا بکنر از اهالی ویرجینیا ازدواج نمود و تحصیلاتش را در رشته حقوق در دانشگاه ترانسیلوانیا در لسینگتون، کنتاکی آغاز کرد. بلیر در وکالت در سال ۱۸۳۹ در سنت لوئیس، میزوری آغاز کرد و به‌عنوان وکیل ناحیهٔ ایالات متحده مشغول به‌کار شد. پس از مرگ خانم اولش کارولینا در سال ۱۸۴۴ او با ماری الیزابت دختر لیویُ ودبوری ازدواج کرد.
پس از خدمت به‌عنوان وکیل ناحیهٔ ایالات متحده (۱۸۳۹–۱۸۴۳) سپس به‌عنوان قاضی دادگاه دعاوی عوام (۱۸۴۳–۱۸۴۹) خدمت کرد، بلیر به مریلند در سال ۱۸۵۲ نقل مکان کرد و اساساً خود را وقف کار وکالت در دادگاه عالی ایالات متحده کرد. او دادستان ایالات متحده در دادگاه دعاوی در بین سال‌های (۱۸۵۵–۱۸۵۸) و همچنین با جورج تی. کرتیس به‌عنوان مشاور مدعیان پرونده سال ۱۸۵۷ دیرید اسکات وی. سندفورد، همکار بود.

## حرفه
بلیرها مانند بسیاری از دموکرات‌های ملی‌گرا، اما خلاف انتظار برای سیاست مداران از ایالت‌های سرحدی او حزب دموکرات را در پی لایحهٔ کانزاس - نبراسکا ترک کرده بودند و در میان رهبران مؤسس حزب جمهوری‌خواه جدید بوده‌است. چهار سال بعد از تغییر احزاب سیاسی، رئیس‌جمهور بوکانان، بلیر را از پُست وکیل دادگستری ایالات متحده در دادگاه دعاوی در سال ۱۸۵۸ برکنار کرد. بعد از انتخابات لینکلن، بلیر را در کابینه خود به‌عنوان مدیرکل پُست در ۱۸۶۱ تعین کرد. لینکلن از بلیر که از اتخاذ موضع قاطع با ایالت‌های جنوبی طرفداری می‌کرد، انتظار داشت تا در تعادل مسالمت آمیزتر اعضای کابینه‌اش او را کمک کند. بلیر در زمان خدمتش به‌عنوان مدیر کل پُست نرخ ثابت را برای هزینه پُست و تحویل‌دهی رایگان در شهرها وضع کرد. بلیر همچنین فروش حواله پولی را با ادارات پُستی برای هزینه پُست ارز و به منظور کاهش سرقت‌ها توسط ادارات پُستی، آغاز کرد. او همچنان خواستار اولین کنفرانس پُستی شد که در سال ۱۸۶۳ در پاریس برگزار گردید. روندی را آغاز کرد که منجر به اتحادیه جهانی پُست شد.
درحالیکه بلیرها، به‌عنوان یک خانواده اغلب محافظه کار در مورد مسئله برده‌داری شناخته می‌شد، بلیر به‌طور قابل ملاحظه به‌عنوان مشاور مدافعان برای دیرید اسکات خدمت کرد، زمانیکه یک مرد سیاه‌پوست آمریکایی که به بردگی گرفته شده بود، پرونده خود را به دادگاه عالی در سال ۱۸۵۷ برد. اسکات بردهٔ یک پزشک نظامی بود که خدمتکار خود را برای اقامت طولانی مدت در قلمرو آزاد با خود برده بود. به نمایندگی از اسکات، بلیر استدلال کرد زمانی را که مرد سیاه‌پوست در ایالت آزاد ایلینویز و مینه‌سوتا، قلمرو آزاد از زمان صدور فرمان شمال‌غربی سال ۱۷۸۷ سپری کرده‌است او را به یک فرد آزاد تبدیل نمود. حکم اکثریت دادگاه علیه اسکات به آزادی، اغلب یکی از دلایل کمک‌کننده جنگ داخلی گفته می‌شود. نظر به رأی اکثریت، رئیس قاضی (راگرتانی) تصریح نمود که مرد سیاه‌پوست هیچ حقوقی «که مرد سفیدپوست ملزم به رعایت آن است» را ندارد و بردگان سیاه‌پوست را نمی‌توان شهروند آمریکا دانست، حتی اگر در ایالات متحده متولد شده باشد. این تصمیم برجسته به‌عنوان یک گام به سوی «ملی شدن» برده‌داری توسط لینکلن و دیگر مخالفان گسترش آن اقدام مردود شمرده شد. ممکن بلیر در جنبه‌های دیگری موضوع برده داری محافظه کار بوده‌است، کار بلیر در پرونده دیرید اسکات در مقابل سندفورد یک تمایل پذیرش دیدگاه‌های مترقی‌تر را توصیه می‌کند.
بلیر به‌عنوان مدیر کل پُست از سال (۱۸۶۱ تا سپتامبر ۱۸۶۴) خدمت کرد. تا زمانیکه لینکلن پیشنهاد قبلی بلیر را برای استعفا پذیرفت. اقدام بلیر ممکن است پاسخی به خصومت دسته تندرو جمهوری‌خواه باشد که تصریح می‌کند باز نشستگی بلیر باید پس از کناره‌گیری جان سی. فریمانت نامزد ریاست جمهوری در آن سال باشد. بلیر در ارتباط به اقدام لینکلن به خانمش گفت: رئیس‌جمهور «با بهترین موجب» عمل کرده‌است و آن به خیر همه است. پس از آنکه او کابینه را ترک کرد، بلیر هنوز هم برای انتخاب مجدد لینکلن تبلیغ می‌کرد و خانواده‌های بلیر و لینکلن روابط نزدیک خود را حفظ کردند.
تحت مدیریت بلیر، چنین اصلاحات بهسازی مانند تأسیس سیستم تحویل‌دهی رایگان شهر، اتخاذ سیستم حواله پولی، استفاده از خودروهای راه‌آهن برای پُست ایجاد گردید که آخرین مورد آن توسط جورج بی. آرمسترانگ (متوفی ۱۸۷۱) از شیکاگو سرپرست عمومی خدمات پُستی راه‌آهن ایالات متحده از سال ۱۸۶۰(تا زمان وفاتش) پیشنهاد شده بود.
بلیر با سیاست بازسازی حزب جمهوری‌خواه اختلاف نظر داشت، بلیر همراه با برادرش که نامزد معاونت ریاست جمهوری دموکرات درسال ۱۸۶۸ بود، بعد از جنگ داخلی به حزب دموکرات پیوست.
درسال ۱۸۷۶ بلیر مشاور وزیر جنگ ویلیام دبلیو. ِبلکنپ درهنگام تحقیقات مجلس نمایندگان درارتباط به رسوایی بازرگانان پُست بود و به کمیته تحقیقات مجلس نمایندگان بریاست هیسترکلایمر درخواست نمود تا از اتهامات علیهِ بلکنپ بعد از کناره‌گیریش از قدرت، دست بردارد، اما کلایمر این پیشنهاد بلیر را رد نمود.
بلکنپ توسط مجلس نمایندگان به دلیل دریافت پرداخت‌های غیرقانونی از بازرگانان پُست فورت سیل در مرزهای غربی در زمانی که وزیر جنگ بود، استیضاح گردید. کنگره به بلنکپ اختیارات تام را تعویض کرده بود تا تجارت سودآور پُست‌ها را برای آذوقه رسان‌های ارتش که آذوقه به سربازان آمریکایی و هندی‌ها می‌فروخت، بکار بیندازد. ِبلکنپ در طی این رسوایی استعفا داد و در تابستان ۱۸۷۶ از روی شواهد و مدارک مجلس سنا برائت حاصل نمود. بسیاری از سناتورها باور نداشتند که کنگره می‌تواند یک شهروند غیروابسته به دولت را محکوم کند، اما کنگره یک قطعنامه را تصویب کرد که بیان می‌کرد، کنگره می‌تواند شهروند غیروابسته به دولت را محکوم کند.
درسال ۱۸۸۲، نامزدی بلیر برای نماینده ایالات متحده از ناحیه ششم مریلند با موفقیت نبود.